# Geoffroy IV de Joinville
 (février 2009).
Geoffroy IV de Joinville, surnommé « le Jeune » ou « le Valet », né vers 1145 et mort en août 1190, est un seigneur de Joinville, dans le comté de Champagne à la fin du XIIe siècle. Il est le fils aîné de Geoffroy III de Joinville, précédent seigneur de Joinville, et de son épouse Félicité de Brienne. Par sa mère, il est également le frère utérin des seigneurs de Broyes.
Il épouse Helvide, issue de la maison de Dampierre, avec qui il a plusieurs enfants. Il apparait très jeune dans les chartes de son père, qui l'associe ainsi au pouvoir. Il prend alors de plus en plus d'importance au fur et à mesure que son père avance en âge, jusqu'à la suppléer presque complétement. Il lui succède à la tête de la seigneurie familiale après sa mort en 1188, mais il n'est pas certain qu'il hérite du titre de sénéchal de Champagne. Il est probablement à l'origine des premières armoiries de sa famille, pour lesquels il s'inspirent de celles de son demi-frère aîné Hugues III de Broyes.
Il décide peu après de participer à la troisième croisade et fait, avant son départ pour la Terre sainte, de grandes largesses envers divers établissements religieux de sa seigneurie.

## Biographie

### Origines
Geoffroy IV est le fils aîné et héritier de Geoffroy III, seigneur de Joinville, et de son épouse Félicité de Brienne, elle-même fille d'Érard Ier de Brienne, comte de Brienne, et de son épouse Alix de Ramerupt. Avant ce mariage, Félicité de Brienne avait épousé en premières noces Simon Ier de Broyes, seigneur de Broyes mort entre 1137 et 1140, avec qui elle avait eu trois enfants qui sont donc les demi-frères ou demi-sœurs de Geoffroy IV.
Il semble être né vers 1145, probablement au château de Joinville. En effet, sa mère devient veuve de son premier époux en 1140, ou légèrement avant, puis est citée comme dame de Joinville dans une charte de son nouvel époux de 1141. De même, elle apparait ensuite en compagnie de Geoffroy IV, bien qu'alors encore très jeune, dans la charte de fondation du prieuré du Val d'Osne, qui peut être estimée entre 1140 et 1146, puis dans celle de l'abbaye d'Écurey, qui peut être datée entre 1144 et 1147.
La maison de Joinville est l'une des plus anciennes et puissantes familles du comté de Champagne, dont elle est vassale. Par le jeu des alliances matrimoniales, elle est l'alliée naturelle des familles de Brienne, Dampierre, Broyes ou encore de Vignory, etc.
Preuve de l'importance de la famille de Joinville en Champagne, le père de Geoffroy IV, Geoffroy III, a obtenu du comte Henri le Libéral la sénéchaussée du comté. Alors que les autres titres de grands-officiers de Champagne sont accordés à titre viager, celui de sénéchal est le seul à être transmis de père en fils.

### Début de carrière
Geoffroy IV souscrit pour la première fois comme témoin en compagnie de son père dans une charte de 1159 à Bar-sur-Aube qui confirme les biens donnés par le comte Henri Ier de Champagne aux religieuses du Val d'Osne dans cette ville. Deux ans plus tard, en 1161, il figure de nouveau parmi les témoins dans une charte à Vaucouleurs entre l'abbaye Saint-Mansuy de Toul et le chevalier Adam de Poissons et ses frères.
C'est probablement à cette époque que Geoffroy IV épouse Hélvide de Dampierre, fille du seigneur de Dampierre Guy Ier et de son épouse Helvide de Baudement, issus de deux autres familles importantes du comté de Champagne.
À partir de 1164, Geoffroy III prend dans les chartes le surnom de « Le Vieux », tandis que Geoffroy IV utilise celui de « Le Jeune », afin de pouvoir se différencier l'un de l'autre dans les archives contemporaines. Quant au chroniqueur Aubry de Trois-Fontaines, il lui donne le surnom de « le Valet », c'est à dire d'écuyer, sans doute car il n'a pas encore atteint l'âge d'être armé chevalier.  
En 1164 toujours, il exerce pour des raisons inconnues des violences contre les chanoines de Châlons, pourtant des partisans de son oncle Guy de Joinville, nouvellement sacré évêque de Châlons. Il entre ainsi par la force dans la maison capitulaire, s'empare d'un homme et lève des contributions forcées dans les villages appartenant aux chanoines. Ceux-ci s'en plaignent alors au roi Louis VII. Il n'est pas connu s'il a été châtié pour ses méfaits, mais il garde néanmoins le village de Courcelles qu'il a injustement conquis jusqu'en 1174 où une lettre du pape Alexandre III charge l'archevêque de Reims de le lui faire rendre aux chanoines.
À partir de 1179, Geoffroy IV semble assister de plus en plus son père, probablement affaibli par l'âge, dans l'exercice du pouvoir. Geoffroy III apparait en effet de moins en moins sans fils dans les chartes, et ce dernier agit même seul dans certains documents. Dans une charte datant d'avant 1188, le vieux seigneur de Joinville souscrit même comme témoin pour son fils.

### Seigneur de Joinville
Geoffroy III meurt au cours de l'année 1188, probablement au mois d'août, et son fils aîné Geoffroy IV lui succède à la tête de la seigneurie de Joinville, dont il devient le sixième seigneur en lignée directe par les mâles depuis Étienne de Vaux, tige de cette dynastie.
Ses premières actions en tant que nouveau seigneur consistent à confirmer les donations faites par son père en faveur du prieuré Saint-Jacques de Joinville ainsi qu'à s'engager, avec l'assentiment de son épouse et de ses fils, à reconnaître la collégiale Saint Étienne comme leur chapelle castrale et à ne jamais faire construire d'autre chapelle dans leur château de Joinville, tant pour lui que pour ses descendants.
À noter qu'à partir de son accession au pouvoir, Geoffroy IV n'utilise plus le surnom de « Le Jeune ». En effet, son père étant dorénavant décédé et son fils aîné portant également le même prénom, ce surnom n'est donc plus d'actualité. Pour continuer à se différencier de ses homonymes dans les archives, il se qualifie dorénavant de « frère de Hugues de Broyes ». Ce frère utérin semble avoir une grande importance pour lui, car en cette fin de XIIe siècle où naissent les armoiries, il adopte des armes semblables à celles de son demi-frère, à savoir « d'azur aux trois broyes d'or ». Ces armoiries étant des armes parlantes, il est indéniable qu'elles soient à leur création celles de la famille de Broyes. L'historien du XVIIe siècle Charles du Fresne du Cange a d'abord attribué ce blason à Étienne de Vaux, faisant de lui un frère puîné d'Isembard de Broyes, seigneur de Broyes au début du XIe siècle, mais cette affirmation est totalement erronée, car faisant remonter des armoiries à une époque où elles n'étaient pas encore utilisées.

### Sénéchal de Champagne
Geoffroy III de Joinville, père de Geoffroy IV, est attesté comme sénéchal de Champagne dès le début du règne du comte Henri Ier de Champagne pour « les grands faits qu'il fist deça mer et au delà », d'après ce que son arrière petit-fils Jean de Joinville fit graver sur son épitaphe à l'abbaye de Clairvaux,. Il est le premier de sa lignée à porter cette charge, le précédent détenteur étant André de Baudement, le grand-père de l'épouse de Geoffroy IV. Toutefois, il n'est pas connu si ce titre était héréditaire et il est même possible qu'il ait été attribué à titre honorifique. En effet, si Geoffroy III souscrit à de nombreuses chartes du comte de Champagne, il porte d'abord le titre de « dapifer », c'est-à-dire celui qui porte les plats, ce qui n'est qu'un des prérogatives du sénéchal, et ne prend celui de sénéchal qu'à partir de 1159.
De même, les deux fils de Geoffroy IV qui accéderont à la tête de la seigneurie de Joinville, Geoffroy V et Simon, porteront successivement le titre de sénéchal de Champagne. Ce dernier aura même ce titre accordé par la comtesse-régente Blanche de Navarre mais s'en verra contesté le caractère héréditaire,.
Quant à Geoffroy IV, il n'apparait dans aucun document contemporain avec cet office et il n'est donc pas possible de définir s'il en a été titulaire. Toutefois, la brièveté de son règne, environ deux années, et le fait qu'il en ait passé une partie en dehors de la Champagne, pourrait expliquer ce manque, d'autant plus qu'aucune autre personnalité n'a pas porté ce titre à cette période.

### Préparation pour la troisième croisade
En 1188, le comte de Champagne Henri II décide de prendre part à la troisième croisade à la suite des rois de France et d'Angleterre et de nombreux chevaliers champenois, dont Geoffroy IV et son fils aîné Geoffroy V, font également le choix de prendre la croix.
Toutefois, avant son départ, le seigneur de Joinville fait de nombreuses largesses au clergé, particulièrement à l'intérieur de sa seigneurie, que se soit dans le but de s'attirer les faveurs divines et de mettre en ordre ses comptes moraux. On retrouve ainsi dès 1188 le don d'une vigne à Mussey à l'abbaye de Saint-Urbain pour que l'on y célèbre tous les ans l'anniversaire de son père ainsi que la confirmation des dons paternels au prieuré Saint Jacques de Joinville.
L'année suivante, il règle en faveur du prieuré de Vaux-en-Ornois, (lieu de naissance de son aïeul Etienne de Vaux), un différend avec Vaucouleurs.

Geoffroy IV prit part à la 3ème croisade. Avant son départ, il remet en ordre ses comptes moraux par diverses largesses :
- il fit don à l'abbaye de Saint-Urbain de vignes qu'il possédait à Mussey ;
- il donna les dîmes de Charmes-en-l'Angle à la collégiale Saint-Laurent de Joinville ;
- il s'engagea à ne pas faire construire d'autre chapelle dans l'enceinte de son château à Joinville ;
- en 1189, il réglait, en faveur du prieuré de Vaux-en-Ornois, (lieu de naissance de son aïeul Etienne de Vaux), un différend avec Vaucouleurs.

### Siège de Saint-Jean-d'Acre

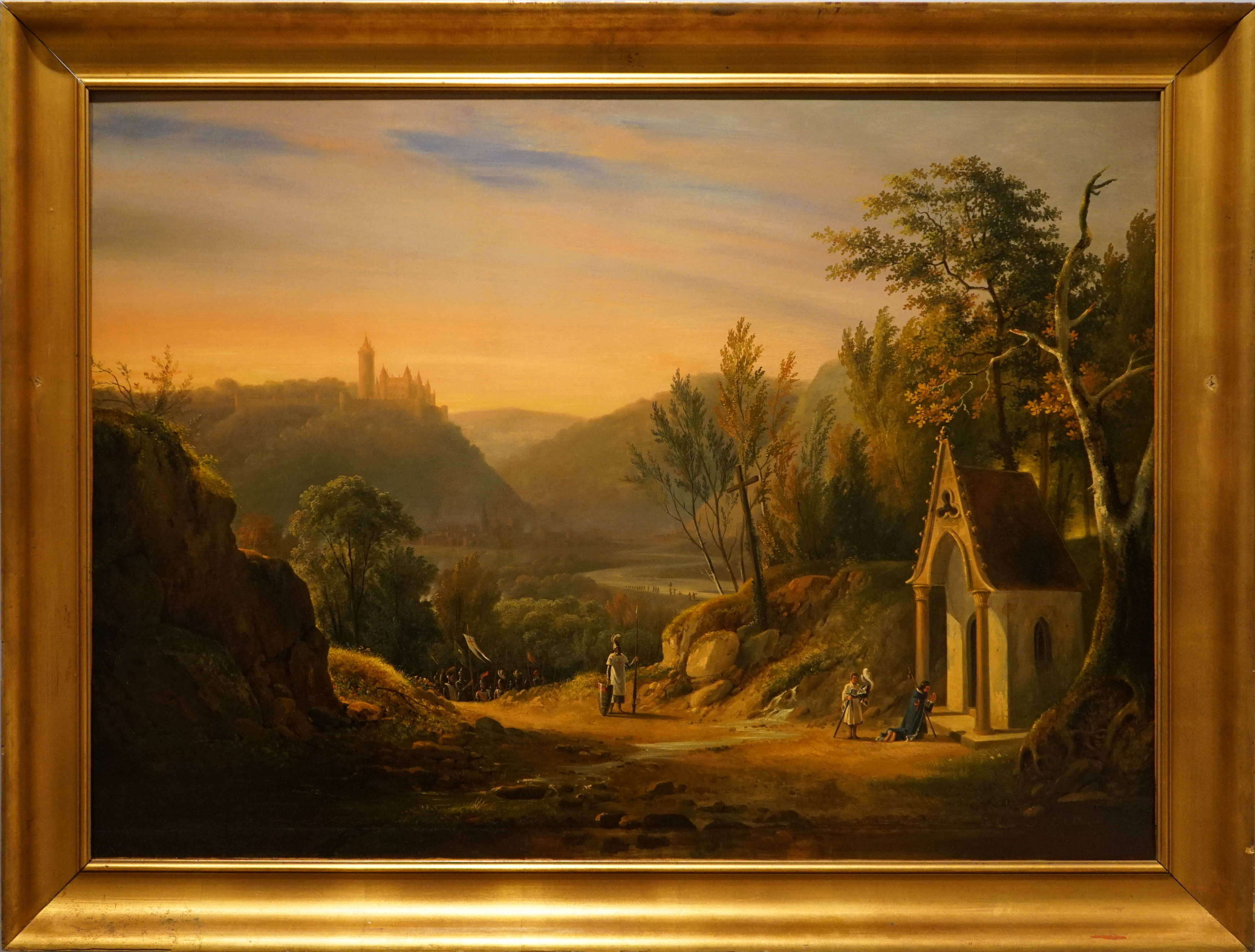
Le départ du sire de Joinville par François Alexandre Pernot.

Il meurt en Palestine lors de l'expédition à laquelle il avait pris part ; devant témoins, avant de mourir, il restitua aux abbayes de Montier-en-Der et de Saint-Urbain des biens que lui et ses prédécesseurs leur disputaient de longue date.
Selon Henri-François Delaborde : Geoffroy IV fit en effet partie de ce corps de croisés, qui, fatigués des retards apportés au départ pour la Terre Sainte, précédèrent le Comte de Champagne à ce terrible siège d'Acre où les croisés assiégeants étaient eux-mêmes investis par l'armée de Saladin. On sait quelles furent les souffrances de l'armée chrétienne avant l'arrivée du roi de France. Il mourut avant d'avoir vu tomber la ville, des suites d'une maladie ou d'une blessure grave.

## Mariage et enfants
Il épouse Helvide de Dampierre, fille de Guy Ier de Dampierre, seigneur de Dampierre, Saint-Dizier, Moëslains et Saint-Just ainsi que vicomte de Troyes, et de son épouse Helvide de Baudement. De ce mariage naissent au moins sept enfants :
- Geoffroy V de Joinville (mort en 1204), qui accompagne son père en Terre sainte et qui lui succède ;
- Robert de Joinville (mort en 1205), qui devient seigneur de Sailly et qui trouve la mort en Italie ;
- Guillaume de Joinville (mort en 1226), qui devient évêque de Langres puis archevêque de Reims et qui sacre Louis VIII le Lion ;
- Simon de Joinville (mort en 1233), qui succède à son frère comme seigneur de Joinville ;
- Guy de Joinville (mort après février 1249), qui devient seigneur de Sailly après son frère ;
- André de Joinville, qui devient Templier, cité dans les chroniques d'Aubry de Trois-Fontaines ;
- Félicité de Brienne (mort en 1240 ou après), qui épouse Pierre III de Bourlémont, seigneur de Bourlémont, d'où postérité.

Certaines généalogies anciennes de la famille de Joinville comptent également parmi les enfants de Geoffroy IV  des filles prénommées Yolande, épouse de Raoul Ier de Soissons, et Alix, épouse de Geoffroy de Faucogney, qui ont été citées par André Du Chesne, mais il s'agit très certainement d'une erreur.
Quant à Helvide de Dampierre, elle survit à son époux mais ne se remarie pas. Elle apparait pour la dernière fois dans les archives contemporaines dans une charte de 1195 pour une donation en faveur du prieuré du Val d'Osne et semble mourir peu après.